# 1017
1017 је била проста година.

## Догађаји
- Википедија:Непознат датум — Битка код Сетина Византијска војска предвођена царем Василијем II Бугароубицом победила је бугарску војску коју је предводио Јован Владислав.

- Брак Гизеле, рођаке Хајнриха II, и грофа Конрада од Вормса (будућег цара Конрада II).
- 22. јун — Битка код Барија. Мело од Барија је изгубио битку и побегао на север.
- Јарослав Мудри улази у савез са немачким царем Хајнрихом II против Свјатополка и Болеслава Храброг.
- Лето — у Кијеву је избио велики пожар који је већи део града претворио у пепео. Изгорела је дрвена црква Свете Софије, подигнута 1011. године, а на њеном месту је 1037. године почела да се гради истоимена катедрала Свете Софије.
- Јарослав Мудри је ратовао на западним границама Староруске државе са својим братом Свјатополком Владимировичем, који је 1016. године пребегао у Пољску и тамо окупио војску.
- Кијевски кнез Јарослав Мудри водио је неуспешне војне операције у области Берестја (данас Брест), где се, према неким изворима, усталио Свјатополк. Јарослав Мудри побеђује Печенеге, савезнике Свјатополка, који су се приближили Кијеву.

## Рођења
- 29. октобар — Хенрик III, цар Светог римског царства (†1056)